# Arminia Bielefeld/Saison 2025/26
Dieser Artikel beschreibt den Verlauf der Saison 2025/26 von Arminia Bielefeld. Arminia Bielefeld tritt in der Saison in der 2. Bundesliga an und ist für den DFB-Pokal qualifiziert.

## Personalien

### Kader
Wie in der Vorsaison wurde Maël Corboz von Trainer Michél Kniat zum Mannschaftskapitän bestimmt. Sein Stellvertreter ist wie im Vorjahr Christopher Lannert. Der Mannschaftsrat wurde von den Spielern gewählt ist gegenüber der vorherigen Spielzeit unverändert. Neben Kapitän Corboz und seinem Stellvertreter gehören Jonas Kersken, Stefano Russo und Joel Felix dem Gremium an.
| 01 | Jonas Kersken | Deutschland England |
| 18 | Leo Oppermann | Deutschland         |

| 02 | Felix Hagmann       | Deutschland          |
| 03 | Joel Felix          | Danemark Saint Lucia |
| 05 | Jonathan Norbye     | Norwegen             |
| 19 | Maximilian Großer   | Deutschland          |
| 23 | Leon Schneider      | Deutschland          |
| 24 | Christopher Lannert | Deutschland          |
| 29 | Tim Handwerker      | Deutschland          |
| 36 | Justin Lukas        | Deutschland          |

| 06 | Maël Corboz         | Vereinigte Staaten Frankreich |
| 08 | Sam Schreck         | Deutschland                   |
| 10 | Marvin Mehlem       | Deutschland                   |
| 13 | Lukas Kunze         | Deutschland                   |
| 20 | Florian Micheler    | Osterreich                    |
| 21 | Stefano Russo       | Deutschland Italien           |
| 27 | Benjamin Boakye     | Deutschland                   |
| 37 | Noah Sarenren Bazee | Deutschland Nigeria           |
| 43 | Daniel Richter      | Deutschland                   |

| 07 | Julian Kania     | Deutschland        |
| 09 | Jeredy Hilterman | Suriname           |
| 11 | Joel Grodowski   | Deutschland        |
| 22 | Mika Schroers    | Deutschland        |
| 28 | Roberts Uldriķis | Lettland           |
| 30 | Isaiah Young     | Vereinigte Staaten |

### Transfers der Saison 2025/26
| Zugänge | Abgänge |
| Sommerpause 2025 | Sommerpause 2025 |
| --- | --- |
| - Tim Handwerker (SSV Jahn Regensburg) - Jeredy Hilterman (SC Cambuur; Leihende) - Marvin Mehlem (Hull City) - Florian Micheler (TSG 1899 Hoffenheim; Leihe) - Jonathan Norbye (RB Leipzig; Leihe) | - André Becker (SSV Ulm 1846) 1 - Semi Belkahia (Vertragsende; Ziel unbekannt) - Merveille Biankadi (Vertragsende; Ziel unbekannt) - Nassim Boujellab (TSV Havelse) - Max Lippert (1. FC Köln II; Leihe) - Louis Oppie (FC St. Pauli) - Marius Wörl (Hannover 96; Leihende) |

### Trainer und Funktionäre Saison 2025/26
| Funktion                  | Name            | Funktion              | Name              |
| ------------------------- | --------------- | --------------------- | ----------------- |
| Cheftrainer               | Michél Kniat    | Athletiktrainer       | Niklas Klasen     |
| Co-Trainer                | Daniel Jara     | Rehatrainer           | Malte Hornemann   |
| Co-Trainer                | Luis Almeroth   | Geschäftsführer Sport | Michael Mutzel    |
| Co-Trainer / Videoanalyst | Janik Steringer | Teammanagerin         | Sandra Hausberger |
| Torwarttrainer            | Steffen Süßner  |                       |                   |

## Spielkleidung
| Heim | Auswärts |

## Saison
Alle Ergebnisse aus Sicht von Arminia Bielefeld. Grün unterlegte Ergebnisse kennzeichnen einen Sieg, rot unterlegte eine Niederlage und gelb unterlegte ein Unentschieden.

### 2. Bundesliga
| ST | Datum              | Gegner                 | Ort      | Ergebnis | Zuschauer | Tor(e) für Arminia                               |
| -- | ------------------ | ---------------------- | -------- | -------- | --------- | ------------------------------------------------ |
| 1  | 2. August 2025     | Fortuna Düsseldorf     | Heim     | 5:1      | 26.072    | Felix, Grodowski, Kania, Sarenren Bazee, Schreck |
| 2  | 10. August 2025    | Holstein Kiel          | Auswärts | 2:1      | 15.034    | Handwerker, Sarenren Bazee                       |
| 3  | 24. August 2025    | Dynamo Dresden         | Heim     | –:–      |           |                                                  |
| 4  | 30. August 2025    | Eintracht Braunschweig | Auswärts | –:–      |           |                                                  |
| 5  | 12. September 2025 | 1. FC Magdeburg        | Heim     | –:–      |           |                                                  |
| 6  | 19. September 2025 | SpVgg Greuther Fürth   | Heim     | –:–      |           |                                                  |
| 7  | 28. September 2025 | Hannover 96            | Auswärts | –:–      |           |                                                  |
| 8  | 5. Oktober 2025    | FC Schalke 04          | Heim     | –:–      |           |                                                  |
| 9  | 19. Oktober 2025   | SC Paderborn 07        | Auswärts | –:–      |           |                                                  |
| 10 | 26. Oktober 2025   | SV Elversberg          | Heim     | –:–      |           |                                                  |
| 11 | 2. November 2025   | SV Darmstadt 98        | Auswärts | –:–      |           |                                                  |
| 12 | 9. November 2025   | Karlsruher SC          | Heim     | –:–      |           |                                                  |
| 13 | 23. November 2025  | 1. FC Nürnberg         | Auswärts | –:–      |           |                                                  |
| 14 | 30. November 2025  | Preußen Münster        | Heim     | –:–      |           |                                                  |
| 15 | 7. Dezember 2025   | VfL Bochum             | Auswärts | –:–      |           |                                                  |
| 16 | 14. Dezember 2025  | 1. FC Kaiserslautern   | Heim     | –:–      |           |                                                  |
| 17 | 21. Dezember 2025  | Hertha BSC             | Heim     | –:–      |           |                                                  |
| 18 | 18. Januar 2026    | Fortuna Düsseldorf     | Auswärts | –:–      |           |                                                  |
| 19 | 25. Januar 2026    | Holstein Kiel          | Heim     | –:–      |           |                                                  |
| 20 | 1. Februar 2026    | Dynamo Dresden         | Auswärts | –:–      |           |                                                  |
| 21 | 8. Februar 2026    | Eintracht Braunschweig | Heim     | –:–      |           |                                                  |
| 22 | 15. Februar 2026   | 1. FC Magdeburg        | Auswärts | –:–      |           |                                                  |
| 23 | 22. Februar 2026   | SpVgg Greuther Fürth   | Auswärts | –:–      |           |                                                  |
| 24 | 1. März 2026       | Hannover 96            | Heim     | –:–      |           |                                                  |
| 25 | 8. März 2026       | FC Schalke 04          | Auswärts | –:–      |           |                                                  |
| 26 | 15. März 2026      | SC Paderborn 07        | Heim     | –:–      |           |                                                  |
| 27 | 22. März 2026      | SV Elversberg          | Auswärts | –:–      |           |                                                  |
| 28 | 5. April 2026      | SV Darmstadt 98        | Heim     | –:–      |           |                                                  |
| 29 | 12. April 2026     | Karlsruher SC          | Auswärts | –:–      |           |                                                  |
| 30 | 19. April 2026     | 1. FC Nürnberg         | Heim     | –:–      |           |                                                  |
| 31 | 26. April 2026     | Preußen Münster        | Auswärts | –:–      |           |                                                  |
| 32 | 3. Mai 2026        | VfL Bochum             | Heim     | –:–      |           |                                                  |
| 33 | 10. Mai 2026       | 1. FC Kaiserslautern   | Auswärts | –:–      |           |                                                  |
| 34 | 17. Mai 2026       | Hertha BSC             | Heim     | –:–      |           |                                                  |

### DFB-Pokal
| Runde | Datum           | Gegner        | Ort  | Ergebnis | Tor(e) für Arminia |
| ----- | --------------- | ------------- | ---- | -------- | ------------------ |
| 1     | 15. August 2025 | Werder Bremen | Heim | 1:0      | Young              |

### Freundschaftsspiele
Diese Tabelle führt die ausgetragenen Freundschaftsspiele auf. Soweit nicht anders angegeben kommen die Gegner bzw. sind die Spielorte in Deutschland.
| Datum         | Gegner         | Spielort                             | Ergebnis |
| ------------- | -------------- | ------------------------------------ | -------- |
| 28. Juni 2025 | SC Verl II     | Bielefeld, Friedrich-Hagemann-Straße | 5:1      |
| 5. Juli 2025  | SC Wiedenbrück | Rheda-Wiedenbrück, Jahnstadion       | 2:2      |
| 10. Juli 2025 | TSV Havelse    | Bielefeld, Friedrich-Hagemann-Straße | 7:1      |
| 16. Juli 2025 | SC Imst        | Kiens, Fußballplatz St. Sigmund      | 3:1      |
| 19. Juli 2025 | 1. FC Nürnberg | Brixen, Raiffeisen-Arena             | 2:1      |
| 25. Juli 2025 | AS Monaco      | Bielefeld, SchücoArena               | 0:3      |

## Statistiken

### Saisonverlauf
| Spieltag | 1 | 2 | 3 | 4 | 5 | 6 | 7 | 8 | 9 | 10 | 11 | 12 | 13 | 14 | 15 | 16 | 17 | 18 | 19 | 20 | 21 | 22 | 23 | 24 | 25 | 26 | 27 | 28 | 29 | 30 | 31 | 32 | 33 | 34 |
| -------- | - | - | - | - | - | - | - | - | - | -- | -- | -- | -- | -- | -- | -- | -- | -- | -- | -- | -- | -- | -- | -- | -- | -- | -- | -- | -- | -- | -- | -- | -- | -- |
| Spielort | H | A | H | A | H | H | A | H | A | H  | A  | H  | A  | H  | A  | H  | H  | A  | H  | A  | H  | A  | A  | H  | A  | H  | A  | H  | A  | H  | A  | H  | A  | H  |
| Resultat | S | S |   |   |   |   |   |   |   |    |    |    |    |    |    |    |    |    |    |    |    |    |    |    |    |    |    |    |    |    |    |    |    |    |
| Platz    | 1 | 1 |   |   |   |   |   |   |   |    |    |    |    |    |    |    |    |    |    |    |    |    |    |    |    |    |    |    |    |    |    |    |    |    |

Legende: Spielort: H = Heim; A = Auswärts. Resultat: S = Sieg; U = Unentschieden; N = Niederlage

### Spielerstatistiken
| Spieler             | 2. Bundesliga | 2. Bundesliga | 2. Bundesliga | 2. Bundesliga | DFB-Pokal | DFB-Pokal | DFB-Pokal   | DFB-Pokal  | Total    | Total | Total       | Total      |
| Spieler             | Einsätze      | Tore          | Gelbe Karte   | Rote Karte    | Einsätze  | Tore      | Gelbe Karte | Rote Karte | Einsätze | Tore  | Gelbe Karte | Rote Karte |
| ------------------- | ------------- | ------------- | ------------- | ------------- | --------- | --------- | ----------- | ---------- | -------- | ----- | ----------- | ---------- |
| Benjamin Boakye     | 2             | 0             | 1             | 0             | 1         | 0         | 1           | 0          | 3        | 0     | 2           | 0          |
| Maël Corboz         | 2             | 0             | 0             | 0             | 1         | 0         | 0           | 0          | 3        | 0     | 0           | 0          |
| Joel Felix          | 2             | 1             | 0             | 0             | 0         | 0         | 0           | 0          | 2        | 1     | 0           | 0          |
| Joel Grodowski      | 2             | 1             | 0             | 0             | 1         | 0         | 0           | 0          | 3        | 1     | 0           | 0          |
| Maximilian Großer   | 2             | 0             | 1             | 0             | 1         | 0         | 0           | 0          | 3        | 0     | 1           | 0          |
| Felix Hagmann       | 0             | 0             | 0             | 0             | 1         | 0         | 0           | 0          | 1        | 0     | 0           | 0          |
| Tim Handwerker      | 2             | 1             | 1             | 0             | 1         | 0         | 0           | 0          | 3        | 1     | 1           | 0          |
| Jeredy Hilterman    | 0             | 0             | 0             | 0             | 0         | 0         | 0           | 0          | 0        | 0     | 0           | 0          |
| Julian Kania        | 2             | 1             | 0             | 0             | 1         | 0         | 0           | 0          | 3        | 1     | 0           | 0          |
| Jonas Kersken       | 2             | 0             | 0             | 0             | 1         | 0         | 0           | 0          | 3        | 0     | 0           | 0          |
| Lukas Kunze         | 1             | 0             | 0             | 0             | 0         | 0         | 0           | 0          | 1        | 0     | 0           | 0          |
| Christopher Lannert | 2             | 0             | 1             | 0             | 1         | 0         | 0           | 0          | 3        | 0     | 1           | 0          |
| Justin Lukas        | 0             | 0             | 0             | 0             | 0         | 0         | 0           | 0          | 0        | 0     | 0           | 0          |
| Marvin Mehlem       | 2             | 0             | 2             | 0             | 1         | 0         | 0           | 0          | 3        | 0     | 2           | 0          |
| Florian Micheler    | 0             | 0             | 0             | 0             | 0         | 0         | 0           | 0          | 0        | 0     | 0           | 0          |
| Jonathan Norbye     | 0             | 0             | 0             | 0             | 0         | 0         | 0           | 0          | 0        | 0     | 0           | 0          |
| Leo Oppermann       | 1             | 0             | 0             | 0             | 0         | 0         | 0           | 0          | 1        | 0     | 0           | 0          |
| Daniel Richter      | 1             | 0             | 0             | 0             | 0         | 0         | 0           | 0          | 1        | 0     | 0           | 0          |
| Stefano Russo       | 2             | 0             | 1             | 0             | 1         | 0         | 0           | 0          | 3        | 0     | 1           | 0          |
| Noah Sarenren Bazee | 2             | 2             | 0             | 0             | 1         | 0         | 0           | 0          | 3        | 2     | 0           | 0          |
| Leon Schneider      | 2             | 0             | 0             | 0             | 1         | 0         | 0           | 0          | 3        | 0     | 0           | 0          |
| Sam Schreck         | 1             | 1             | 0             | 0             | 1         | 0         | 0           | 0          | 2        | 1     | 0           | 0          |
| Mika Schroers       | 0             | 0             | 0             | 0             | 0         | 0         | 0           | 0          | 0        | 0     | 0           | 0          |
| Roberts Uldriķis    | 0             | 0             | 0             | 0             | 0         | 0         | 0           | 0          | 0        | 0     | 0           | 0          |
| Isaiah Young        | 1             | 0             | 0             | 0             | 1         | 1         | 0           | 0          | 2        | 1     | 0           | 0          |

Jonas Kersken sah am 2. Spieltag im Spiel bei Holstein Kiel die Gelb-Rote Karte.

### Zuschauer
Arminia Bielefeld konnte für die Saison 2025/26 insgesamt 17.000 Dauerkarten verkaufen und stellte damit einen Vereinsrekord auf. Der Verein erreichte damit die selbst festgelegte Obergrenze.